# Domenico Bertini
Domenico Bertini (* 26. Juni 1829 in Lucca; † 7. September 1890 in Florenz) war ein italienischer Komponist und Musikschriftsteller.
Bertini erhielt seine Ausbildung an der Musikschule in Lucca sowie später durch Michele Puccini, debütierte 1850 als Komponist mit einer Messe und wurde 1857 zum Kapellmeister und Direktor der Musikschule in Massa-Carrara ernannt. Von hier siedelte er 1862 nach Florenz über, wo er sich teils als Direktor der Società Cherubini, teils als Mitarbeiter des Boccherini und anderer Musikzeitungen ehrenvoll auszeichnete. Bertini ist Autor zweier Opern und einer verdienstvollen theoretischen Arbeit: Compendio di principi di musica, secondo un nuovo sistema (Florenz 1866). Er starb 1890 im Alter von 61 Jahren in Florenz.